# Fizmatlit
Fizmatlit o Izdatelstvo fíziko-matematicheskói i tejnicheskói literatury (en ruso: Физматлит, Издательство физико-математической и технической литературы, "Editorial para la literatura físico-matemática y técnica") es una de las principales editoriales científicas académicas soviéticas y rusas, que produce material de formación para las escuelas secundarias, escuelas técnicas y superiores y literatura científica de referencia en todas las esferas de la física y la matemática.

## Historia

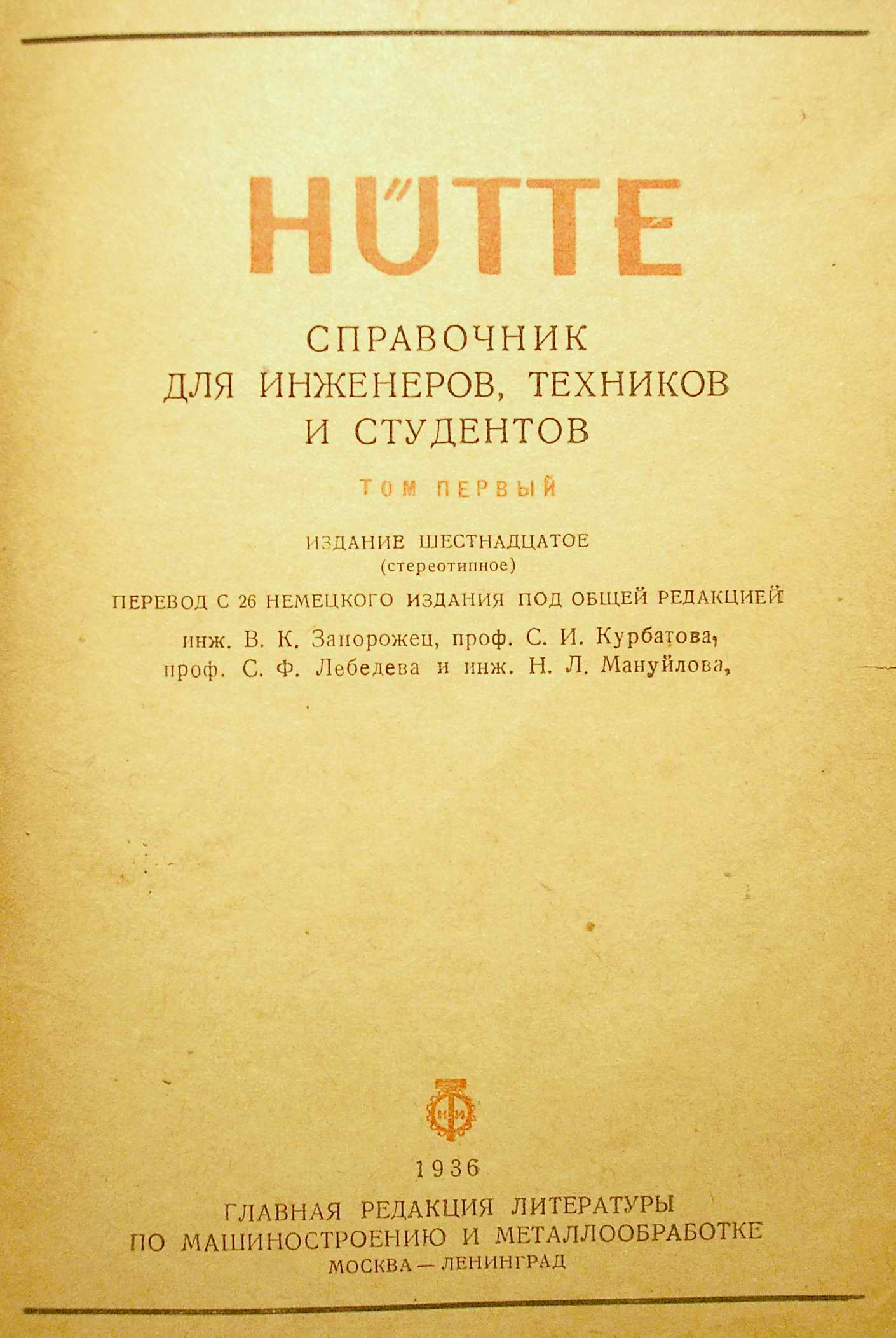
Primer tomo de la decimosexta edición rusa del "Manual del Ingeniero" de la Academia Hütte de Berlín, editado en 1936.

La editorial fue fundada en Leningrado a finales de la década de 1920 y hasta 1931 era conocida como Gosudarstvennoye Nauchno-Tejnicheskoye Izdatelstvo, GNTI (Государственное Научно-Техническое Издательство, ГНТИ, "Editorial Estatal Científico-Técnica").
A principios de la década de 1930 la editorial fue trasladada a Moscú y en el periodo 1931-1939 cambió su nombre a Obedinennoye nauchno-tejnicheskoye izdatelstvo, ONTI (Объединенное научно-техническое издательство, ОНТИ, "Editorial Unida Científico-Técnica"), Gosudarstvennoye obedinennoye nauchno-tejnicheskoye izdatelstvo, GONTI (Государственное объединенное научно-техническое издательство, ГОНТИ, "Editorial Estatal Unida Científico-Técnica" 1938—1939), Gosudarstvennoye tejniko-teoreticheskoye, GTTI  (Государственное технико-теоретическое издательство, ГТТИ, "Editorial Estatal Técnico-Teórica"), Gosudarstvennoye izdatelstvotejniko-teoreticheskói literatury, GITTL (Государственное издательство технико-теоретической литературы, ГИТТЛ, "Editorial Estatal de Literatura Técnico-Teórica").
En 1938 se llevó a cabo la reorganización del sistema de las editoriales de literatura técnica de la Unión Soviética y como resultado se distinguió de la editorial GONTI la editorial independiente Mashinostroeniye, gosudarstvennoye izdatelstvo, Mashgiz  (Машгиз, Машиностроение, государственное издательство, "Editorial Estatal de Ingeniería Mecánica"). Entre 1939 y 1963 fue llamada Gostexizdat (Гостехиздат) y Fizmatgiz (Физматгиз).
Pasó a formar parte de la editorial Naúka de la Academia de Ciencias de la Unión Soviética en 1964, como redacción principal de literatura físico-matemática.
En 1999 se aceptó la decisión de la Presidencia de la Academia de Ciencias de Rusia para su reorganización, creándose la OOO Fizmatlit y se formó el Consejo Científico de entre los físicos y matemáticos miembros de la Academia de Ciencias de Rusia. Desde ese momento, la editorial dejó de ser realmente una editorial académica, editándose los libros con la marca comercial ruso-americana Fizmatlit. MAIK-Naúka (Физматлит. МАИК-Наука), cuyo directora será Mariya Andréyeva. La sede de la editorial se halla en el edificio de la editorial MAIK Naúka/Interperiodika (calle Shukinskaya, 90, Moscú). Pese a formalmente ser una organización independiente trabaja estrechamente con la editorial de la Academia de Ciencias de Rusia.
Varios empleados de la antigua Fizmatlit académica crearon la editorial Avtonomnaya nekomercheskaya organizatsiya Izdatelstvo fíziko-matematicheskói literatury, ANO Fizmatlit (Автономная некоммерческая организация «Издательство физико-математической литературы,  АНО Физматлит, "Organización Autónoma No Comercial Editorial de Literatura Físico-Matemática"), dirigida por Larisa Paniushkina, apoyada por el académico, nominado al Premio Nobel, Vitali Gínzburg. Su sede se halla en la calle Shukinskaya n. 12, pasillo 1 de Moscú. Ambas editoriales colaboran estrechamente.